# (27336) Mikequinn
(27336) Mikequinn est un astéroïde de la ceinture principale d'astéroïdes.

## Description
(27336) Mikequinn est un astéroïde de la ceinture principale d'astéroïdes. Il fut découvert le 4 février 2000 à Socorro (Nouveau-Mexique) par le projet LINEAR. Il présente une orbite caractérisée par un demi-grand axe de 2,26 UA, une excentricité de 0,06 et une inclinaison de 5,1° par rapport à l'écliptique.

## Compléments